# مايكل جاكسون (كاتب)
مايكل جاكسون (بالإنجليزية: Michael Jackson)‏ (و. 1942 – 2007 م) هو كاتب العمود، وصحفي، وكاتب، وناقد، من المملكة المتحدة، توفي في لندن، عن عمر يناهز 65 عاماً، بسبب نوبة قلبية، والسكري، ومرض باركنسون.